# Chaîne des Cardamomes
Pour les articles homonymes, voir Cardamome (homonymie).
Ne pas confondre avec les monts des Cardamomes en Inde.
La chaîne des Cardamomes, ou monts Krâvanh, s'étend au Cambodge et jusque dans le Sud de la Thailande. Le Phnum Aoral, à 1 813 mètres d'altitude, est le point culminant du massif et du Cambodge.

## Géographie

### Climat
La saison sèche s'étend de novembre à avril et la saison des pluies de mai à octobre.

### Faune et flore
La chaîne est couverte par « la deuxième plus grande forêt pluviale d'Asie du Sud-Est », représentant plus de 800 000 hectares de forêt de mousson et de mangrove. Elle héberge plus de 60 espèces d'animaux menacées, dont l'éléphant d'Asie, le crocodile du Siam,,, l'ours malais, le gibbon et le pangolin.
En 2015, de jeunes éléphants sauvages y ont été filmés, ce qui semble indiquer le succès des programmes de protection de l'environnement dans cette zone ; en 2025, une harde d'éléphants avec des mères et des petits est observée...

## Activités

### Protection environnementale

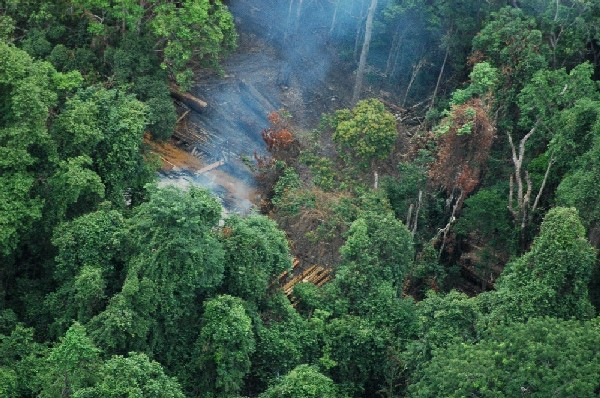
Déboisement illégal dans la chaîne des Cardamomes.

Bien que protégée depuis des années, la forêt tropicale humide du parc national des Cardamomes centrales reste en 2021 menacée par le braconnage et les coupes illégales. Selon l'ONG Global Forest, plus de 148 000 ha de la couverture arborée (soit 8,6 %) ont été détruits entre 2001 et 2019. Un projet REDD+ compte assurer la protection de 497 000 ha boisés, reboiser les parcelles rasées, favoriser l'agriculture durable et développer l'écotourisme.

#### Cambodge
- Sanctuaire de Phnom Sankos
- Phnum Aoral
- Parc national de Preah Monivong
- Parc national de Botum Sakor
- Aire de Samlaut

#### Thaïlande
- Parc national Namtok Khlong Kaeo
- Parc national Khao Khitchakut
- Parc national Namtok Phlio
- Parc national Khao Chamao Khao Wong
- Sanctuaire de faune Khao Soi Dao[7]
- Sanctuaire Klong Kruewai Chalerm Prakiat
- Sanctuaire Khao Ang Rue Nai.